# Font de Dalt
La Font de Dalt és una font a l'extrem més oriental del nucli urbà de Palau-saverdera (Alt Empordà), al final del carrer de la Font de Dalt. El conjunt d'arquitectura popular, catalogat a l'Inventari del Patrimoni Arquitectònic de Catalunya, està format per la font, un abeurador, el safareig i una bassa. Aquest espai, que fa les funcions d'un parc ombrejat amb diversos plataners, està estructurat a diversos nivells, aprofitant el desnivell natural del terreny.
La font brolla des d'un alt marge, el qual fou assegurat amb un mur bastit amb pedra lligada amb morter. L'estructura presenta un coronament bastit amb maons, disposats a pla. Al centre d'aquest coronament, a l'alçada del brollador, destaca una cornisa de quart de cercle incurvat, a manera de detall ornamental. En el mateix mur hi ha una portella que dona a la cisterna o dipòsit, que té una petita llinda on hi ha incís "AN 1771".
La deu raja i proveeix d'aigua a la bassa, probablement a través d'una canalització soterrada. Aquesta bassa, de forma irregular, es troba excavada a la roca i ha estat restaurada recentment. Des d'aquesta, l'aigua arriba fins a l'abeurador a través d'un tub descobert, subministrant alhora el safareig. Ambdues estructures estan a escassos metres al sud-est de la font i són de planta rectangular, tot i que de diferents mides. De la mateixa manera que el mur del brollador, aquests elements estan bastits amb pedra sense treballar lligada amb morter. Destaquen els repeus d'ambdues estructures, rematats amb lloses força ben escairades.
A la banda sud-est de la font se situa una taula circular amb banc corregut al voltant, bastits amb els mateixos materials que la resta del conjunt.

## Història
La primera documentació que es té sobre la font és la llosa cisellada adossada al frontal d'aquesta, on hi ha inscrita la data 1771, que podria ser la data de la primera remodelació, encara que és fàcil pensar que el brollador és molt més antic.
Amb el pas dels anys queden testimoniats diferents litigis respecte al domini de la font, així com els terrenys que la limiten, com el succeït vers el 1832 entre el noble de Palau i el comte d'Empúries, o el 1840 entre el marqués palauenc i Nicolau Caussa. També s'entrà en litigi amb Miquel Casañas que, l'any 1868 al bastir un pou al seu hort, interceptà l'aigua que proveïa la font deixant-la eixuta. Anteriorment, l'any 1867 es va construir el safareig públic.
Any més tard tenim constància de la primera reparació de la font gràcies a un escrit de Manel Caussa Serra, col·lector del marquès de Sardanyola, demanant autorització a l'Ajuntament per reparar la canalització d'aigües de la font al seu castell de la plaça.
La gran estima dels habitants de Palau-saverdera per la font de Dalt quedà palesa durant els anys 1977-79, quan sembla que hi hagué un seriós intent de privatitzar-la. Per evitar-ho s'arribà a crear la "Comissió pro-font de Dalt" a la vila. L'afer fou molt comentat en els periòdics comarcals i, àdhuc, en mitjans de comunicació d'àmbit nacional català.